# 418
Cette page concerne l'année 418  du calendrier julien. Pour l'année 418 av. J.-C., voir 418 av. J.-C. Pour le nombre 418, voir 418 (nombre).
L'année 418 est une année commune qui commence un mardi.
418 est également le préfixe téléphonique de la partie Est du Québec au Canada.

## Événements
- 17 avril : édit choisissant Arles comme lieu d'assemblée annuelle du Diocèse des Sept Provinces, qui doit se réunir du 13 août au 13 septembre, reçu à Arles le 23 mai[1].
- 1er mai : ouverture du 16e concile de Carthage, qui affirme la doctrine du péché originel et la doctrine de la grâce salvifique, et qui renouvelle la condamnation du pélagianisme[2].
- Fin juin : circulaire (Tractoria) du pape Zosime confirmant la condamnation de Pélage et Caelestius[2].  Le pape se rallie au dogme du péché originel et à la nécessité du baptême des enfants.
- 7 juillet : Germain est consacré évêque d’Auxerre (fin en 448, date traditionnelle)[3].
- 27 décembre : l'antipape Eulalius est élu par ses partisans à Saint-Jean-de-Latran ; d'abord reconnu par Honorius, il est déposé en 419[4].
- 29 décembre : Boniface Ier est élu pape par neuf évêques et 70 prêtres à l'église San Marcello (fin de pontificat en 422) ; le même jour Eulalius est ordonné par l'évêque d'Ostie, avec le soutien du préfet de Rome Symmaque[5].

- Les Wisigoths battent les Vandales Silingues, qui sont exterminés en Bétique, puis les Alains en Lusitanie et Carthaginoise, pour le compte de l'empire d'Occident. Quand leur roi Addac est tué, les Alains affaiblis décident de se joindre aux Vandales Asdingues sous leur roi Gondéric. Après leur victoire, les Wisigoths obtiennent de Constantius de s'établir comme fédérés en Aquitaine seconde[6]. Après la mort de Wallia peu de temps après son arrivée à Toulouse, Théodoric Ier devient roi des Wisigoths (fin de règne en 451)[7].
- En Perse, l'évêque Abdas de Suse fait détruire un temple du feu ; le roi sassanide Yazdgard lui demande de le reconstruire. Abdas refuse de le relever et est mis à mort. Les persécutions commencent et les églises chrétiennes sont rasées[8].
- Conversion forcée en masse de Juifs par l’évêque Sévère de Mahón, à Minorque, et destruction de la synagogue[9],[10].
- Dernier combat de gladiateurs connu à Rome[11].

## Décès en 418
- 26 décembre : Zosime[2].
- Wallia, roi des Wisigoths.